# Oliver Roth
Oliver Roth (Múnich, 1 de junio de 1986) es un deportista alemán que compitió en bádminton. Ganó una medalla de plata en el Campeonato Europeo de Bádminton de 2012, en la prueba de dobles.

## Palmarés internacional
| Campeonato Europeo | Campeonato Europeo  | Campeonato Europeo | Campeonato Europeo |
| Año                | Lugar               | Medalla            | Prueba             |
| ------------------ | ------------------- | ------------------ | ------------------ |
| 2012               | Karlskrona (Suecia) | Medalla de plata   | Dobles             |